# The Star (Film)
The Star ist ein 1952 gedrehtes Filmdrama von Stuart Heisler, um eine alternde verarmte Schauspielerin, die den Ausgang ihre Karriere nicht akzeptieren kann. Der Film hatte seine US-Kinopremiere am 11. Dezember 1952, in Deutschland kam der Film nicht in die Kinos. Bette Davis erhielt 1953 für ihre Darstellung ihre neunte Oscar-Nominierung als Beste Hauptdarstellerin.

## Handlung
Die letzten Erfolge der Oscar-Gewinnerin Margaret „Maggie“ Elliot liegen schon länger zurück und sie hat mit finanziellen Problemen zu kämpfen. Daher müssen in einem Auktionshaus viele ihrer Habseligkeiten versteigert werden. Elliot versucht mehrmals, sich bei früheren Freunden, denen sie selbst einmal geholfen hat, Geld zu leihen, doch letztlich ohne Erfolg. Lediglich ihre Tochter Gretchen, die beim Vater aufwächst, glaubt noch an die Starqualitäten ihrer Mutter.
In ihrer Verzweiflung spricht Elliot mit ihrer Oscar-Trophäe, betrinkt sich und landet nach einer Autofahrt in alkoholisiertem Zustand im Gefängnis. Durch eine Kaution, die ihr ehemaliger Co-Star Jim Johannson aufbringt, kann sie das Gefängnis am nächsten Tag verlassen. Johannson versucht Elliot eindringlich davon zu überzeugen, sich eine neue Arbeit zu suchen. Doch der Versuch, als Verkäuferin in einem Kaufhaus unerkannt zu arbeiten, scheitert.
Elliot bekommt eine Nebenrolle angeboten. Die Probeaufnahmen, bei denen sie versucht, eine mittelständische Frau als Sexbombe zu verkaufen, enden jedoch in einem Desaster. Auf einer Hollywood-Party behält Elliot wiederum ein Rollenangebot, diesmal für die Darstellung einer alternden Schauspielerin, deren Ruhm verblasst und die dies nicht akzeptieren kann. Elliot erkennt nun die Parallelen zu ihrem eigenen Leben und beschließt, in Zukunft mit ihrer Tochter und Jim Johannson ein neues Leben zu führen.

## Hintergrund
Nach Veröffentlichung des Films verbreitete sich das Gerücht, der Film beziehe sich auf die Lebensgeschichte von Joan Crawford. Bette Davis gab in einem Interview gegenüber ihrer Biografin Charlotte Chandler diesbezüglich an: „Elemente von Miss Crawford waren sicher enthalten, aber ich spielte eine Figur, die nicht nur Joan Crawford war. Wenn ich auch nur eine Sekunde lang geglaubt hätte, die Figur wäre Miss Crawford, hätte ich die Rolle nie angenommen, weil ich ihrer Person keine Ungerechtigkeit hätte widerfahren lassen wollen.“
Beeindruckt zeigte sich Davis am Set von der noch jungen Natalie Wood, der sie eine große Karriere prophezeite. In einer Laudatio für Bette Davis während der Verleihung von Davis’ AFI Life Achievement Award 1977 nahm Wood auf die Dreharbeiten zu The Star Bezug.